# Adrian Pedersen
Adrian Pedersen (29 novembre 1995) è un giocatore di calcio a 5 e calciatore norvegese, pivot del Vesterålen e centrocampista del Tromsdalen.

## Carriera
Pedersen ha giocato con la maglia del Melbo a partire dalla stagione 2013. Dalla Futsal Eliteserie 2015-2016 ha giocato anche nel Vesterålen, dividendosi tra calcio e calcio a 5, come permesso dai regolamenti della Norges Fotballforbund.
Il 30 gennaio 2019 ha esordito per la Nazionale di calcio a 5 della Norvegia, in occasione di una sfida vinta col punteggio di 3-5 contro Andorra. Il 1º febbraio 2020 ha segnato la prima rete, nella vittoria per 1-2 contro la Macedonia del Nord.
L'8 settembre 2020, Pedersen è passato al Tromsdalen.

## Statistiche

### Presenze e reti nei club
Statistiche aggiornate all'8 settembre 2020.
| Stagione        | Squadra         | Campionato      | Campionato | Campionato | Coppe nazionali | Coppe nazionali | Coppe nazionali | Coppe continentali | Coppe continentali | Coppe continentali | Altre coppe | Altre coppe | Altre coppe | Totale | Totale | Totale |
| Stagione        | Squadra         | Comp            | Pres       | Reti       | Comp            | Pres            | Reti            | Comp               | Pres               | Reti               | Comp        | Pres        | Reti        | Pres   | Reti   |        |
| --------------- | --------------- | --------------- | ---------- | ---------- | --------------- | --------------- | --------------- | ------------------ | ------------------ | ------------------ | ----------- | ----------- | ----------- | ------ | ------ | ------ |
| 2013            | Melbo           | 4D              | 9          | 4          | CN              | ?               | ?               | -                  | -                  | -                  | -           | -           | -           | 9+     | 4+     |        |
| 2014            | Melbo           | 4D              | 18         | 21         | CN              | ?               | ?               | -                  | -                  | -                  | -           | -           | -           | 18+    | 21+    |        |
| 2015            | Melbo           | 3D              | 18         | 7          | CN              | ?               | ?               | -                  | -                  | -                  | -           | -           | -           | 18+    | 7+     |        |
| 2016            | Melbo           | 3D              | 20         | 7          | CN              | 1               | 0               | -                  | -                  | -                  | -           | -           | -           | 21     | 7      |        |
| 2017            | Melbo           | 4D              | 16         | 20         | CN              | 1               | 0               | -                  | -                  | -                  | -           | -           | -           | 17     | 20     |        |
| 2018            | Melbo           | 3D              | 20         | 8          | CN              | 3               | 5               | -                  | -                  | -                  | -           | -           | -           | 23     | 13     |        |
| 2019            | Melbo           | 3D              | 22         | 11         | CN              | 4               | 3               | -                  | -                  | -                  | -           | -           | -           | 26     | 14     |        |
| Totale Melbo    | Totale Melbo    | Totale Melbo    | 123        | 78         |                 | 9+              | 8+              |                    | -                  | -                  |             | -           | -           | 132+   | 86+    |        |
| set.-dic. 2020  | Tromsdalen      | 2D              | 0          | 0          | -               | -               | -               | -                  | -                  | -                  | -           | -           | -           | 0      | 0      |        |
| Totale carriera | Totale carriera | Totale carriera | 123        | 78         |                 | 9+              | 8+              |                    | -                  | -                  |             | -           | -           | 132+   | 86+    |        |